# Christian François
Pour les articles homonymes, voir François.
Christian François est un réalisateur, scénariste et acteur français.

## Filmographie

### Réalisateur
- 1988 : Sanguines
- 1997 : Docteur Sylvestre
- 1999 : Vertiges, épisodes Rendez-vous avec la mort et Le Piège
- 1999 : Le Refuge
- 1999 : Eva Mag
- 2001 : Les Semailles et les Moissons
- 2002 : Amant de mes rêves
- 2002 : Les Sarments de la révolte
- 2002-2004 : Juliette Lesage, médecine pour tous
- 2000-2006 : PJ
- 2006 : Sœur Thérèse.com
- 2013 : Petits arrangements avec l'amour
- 2012 - 2022: Plus belle la vie
- 2018 : 60 Kilomètres à l'Ouest
- 2022 : Boomerang
- 2023 : Nous les femmes, l'art qui répare, documentaire sur le groupe punk rock Les Vaginites[1].

### Scénariste
- 1987 : Sentiments : La Lettre perdue
- 1988 : Sanguines (Long Métrage)
- 1991 : Aldo tous risques
- 1997 : Un homme en colère
- 1997 : Le Refuge
- 1998 : Interdit de vieillir
- 2003 : L'Île maudite
- 2004 : Docteur Dassin, généraliste
- 2006 : Sœur Thérèse.com
- 2010 : 10 (meilleure série festival de la Rochelle)
- 2011 : T'es pas la seule !
- 2014 : Rumeurs
- 2016 : Mallory
- 2017 : 60 Kilomètres à l'Ouest (Long métrage)
- 2018 : Ne plus mourir jamais (Capitaine Marleau)
- 2019 : Au nom du fils (Capitaine Marleau)
- 2019 : Boomerang
- 2020 : L'homme qui brûle (Capitaine Marleau)
- 2022 : Nous les Femmes Documentaire

### Acteur
- 1983 : Zig Zag Story, édité en vidéo sous le titre Et la tendresse ! Bordel… 2 de Patrick Schulmann : Gil Darmon
- 1984 : Liste Noire
- 1991 : Cas de divorce : Maître Cayeux
- 2018 : 60 kilomètres à l'Ouest (Long Métrage)
- 2022 : Boomerang

## Théâtre

### Metteur en scène
- 2015 : Une vie pour rire
- 2015 : Bon anniversaire mon amour